# アリ・ハッサン・ムウィニ
アリ・ハッサン・ムウィニ（Ali Hassan Mwinyi, 1925年5月8日 - 2024年2月29日）は、タンザニアの政治家で第2代大統領。ザンジバル革命政府第3代大統領。

## 生涯
ザンジバル出身。初代大統領のニエレレ政権下で内相や副大統領を務めた。また、1984年1月から1985年10月まではザンジバル大統領も兼任した。1985年11月にニエレレ大統領が引退すると、ムウィニは大統領に就任。ニエレレの社会主義政策の見直しや、複数政党制の導入、貿易制限の緩和など、ムウィニ政権下でタンザニアは自由化への道を歩み始めた。しかしニエレレは、1990年まで党首の座にあり一定の政治力を保持していた。
市場経済化などで一定の成果を収めたムウィニだったが、一方で汚職、贈賄、脱税が政権下で蔓延したとの非難もある。1995年に大統領職から退き、ダルエスサラーム市内に居住していた。2022年キング・ファイサル国際賞イスラーム奉仕部門受賞。
2024年2月29日、タンザニアの最大都市ダルエスサラームの病院で肺がんのため死去。98歳没。2023年11月にがんと診断され闘病していた。